# Stylianos Korres
Stylianos Korres (griechisch Στυλιανός Κορρές, * 1910 auf Naxos; † 1. Oktober 1989) war ein griechischer Altphilologe.

## Leben
Korres studierte an der Universität Athen und wurde dort auch Professor für Altgriechische Philologie, ebenso war er Rektor der Universität und Gründer der Gesellschaft für kykladische Studien (Εταιρία Κυκλαδικών Μελετών - Etairia Kykladikon Meleton). Unter der Regierung Markezinis (1973) wurde er zum Staatssekretär für Erziehung und Religiöse Angelegenheiten ernannt. In der Zeit von 1976 bis 1986 war er Vorsitzender der Gesellschaft zur Förderung von Erziehung und Lehre (Φιλεκπαιδευτική Εταιρία – Society for the Promotion of Education and Learning). Er gab seit 1961 die Zeitschrift Epetēris Hetaireias Kykladikōn Meletōn (Annuaire de la Société d'Etudes de Cyclades) heraus.
Korres war verheiratet und hatte Kinder. Er ist der Vater von Georgios Korres (Γεώργιος Κορρές), der seinerseits Professor ist.

## Schriften
- Herausgeber: Archaioi Hellēnes lyrikoi (mehrere Bände)
- (Hrsg.): Deka chronia anthrōpistiku logu kai biu (Festschrift für Kōnstantinos I. Burberēs). Hellēnikē Anthrōpistikē Hetaireia, Athen 1969.